# Axamer Lizum

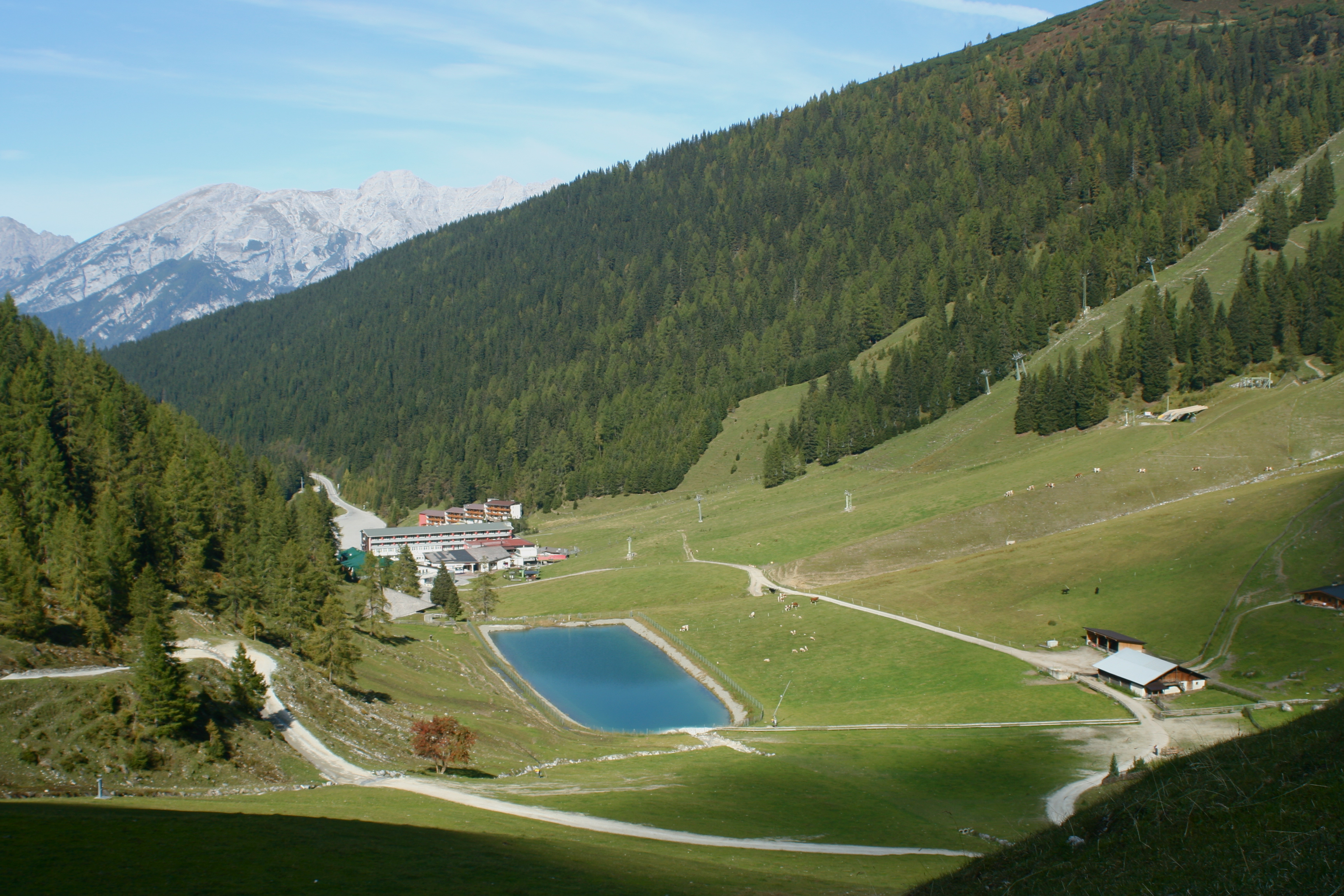
Axamer Lizum

Axamer Lizum este un sat situat la sud-vest de Innsbruck (Austria). El a găzduit toate competițiile de schi alpin de la Jocurile Olimpice de Iarnă din 1964, cu excepția probei de coborâre masculin care a avut loc la Patscherkofel (aflată la sud-est de Innsbruck). Doisprezece ani mai târziu, el a găzduit exact aceleași probe de schi alpin.

## Geografie
Axamer Lizum reprezintă o zonă situată în partea din spate a văii Axamer Bach, la aproximativ 11 km sud-vest de centrul orașului Innsbruck. Un Lizum înseamnă în dialectul tirolez o zonă de pășunat. Axamer Lizum este mărginit la sud de munții Kalkkögel, iar la nord se află localitatea Axams (4 km distanță).
Așezarea izolată se află la o altitudine de 1550 de metri și este formată din aproximativ 25 de clădiri din stațiunea de schi, inclusiv Hotelul Olympia, Lizumalm și pășunea oilor aflată mai la nord.

## Istoric
Stațiunea de schi Axamer Lizum a fost construită pentru Jocurile Olimpice de Iarnă din 1964 (Hotelul Olympia, fostul loc de cazare al delegațiilor olimpice, a fost construit de Erwin Klein) și a fost extinsă pentru Jocurile Olimpice de Iarnă din 1976 mai sus, printr-un funicular denumit Olympiabahn până la Hoadl (2.340 m).
Aici sunt organizate competițiile de sporturi de iarnă care au loc la Innsbruck. Probele principale organizate aici sunt cele de schi alpin (coborâre, slalom, slalom uriaș, slalom super-uriaș și combinata alpină).

## Imagini

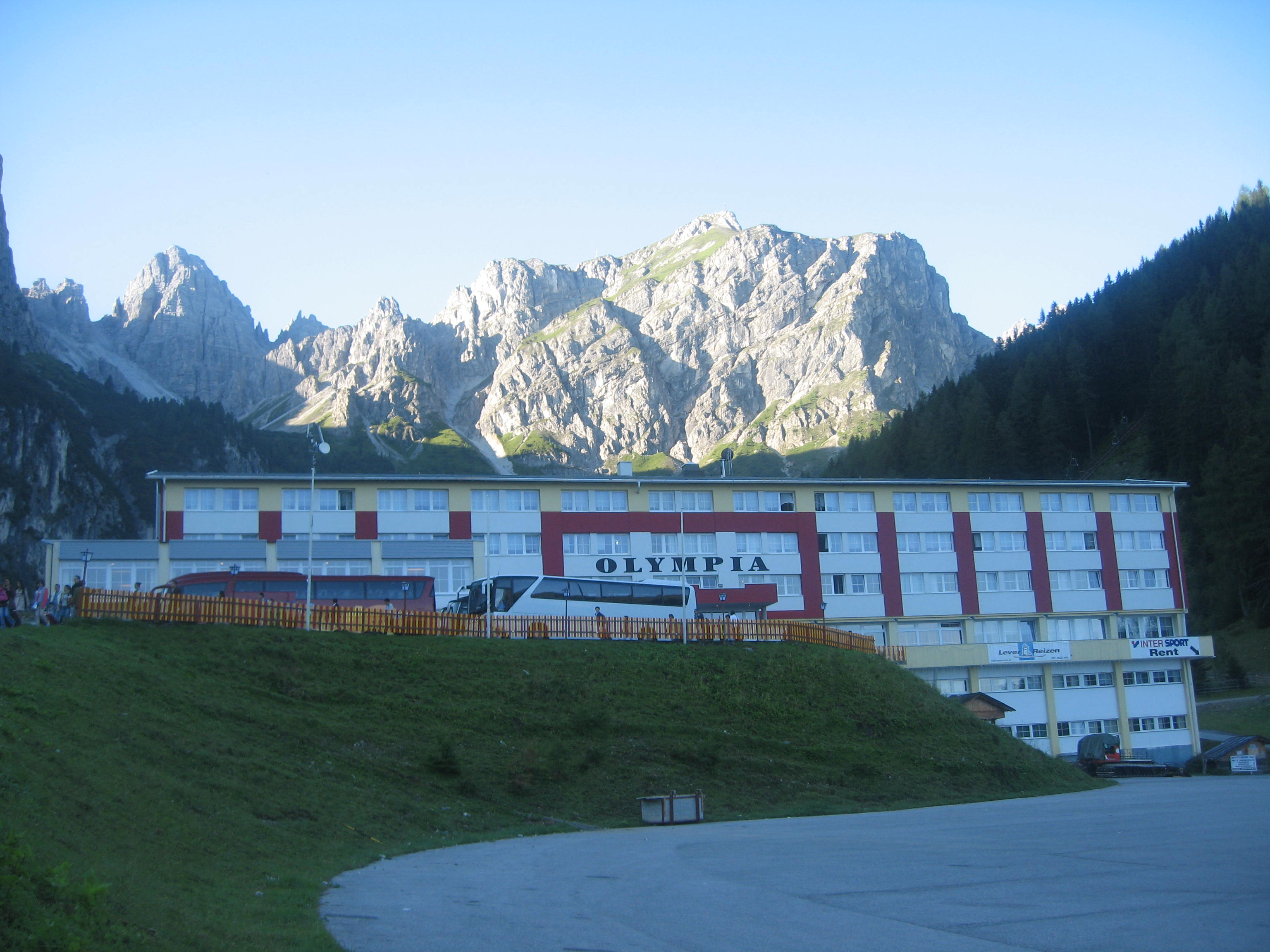
Hotelul Olympia din Axamer Lizum, locul de cazare al delegaţiilor olimpice
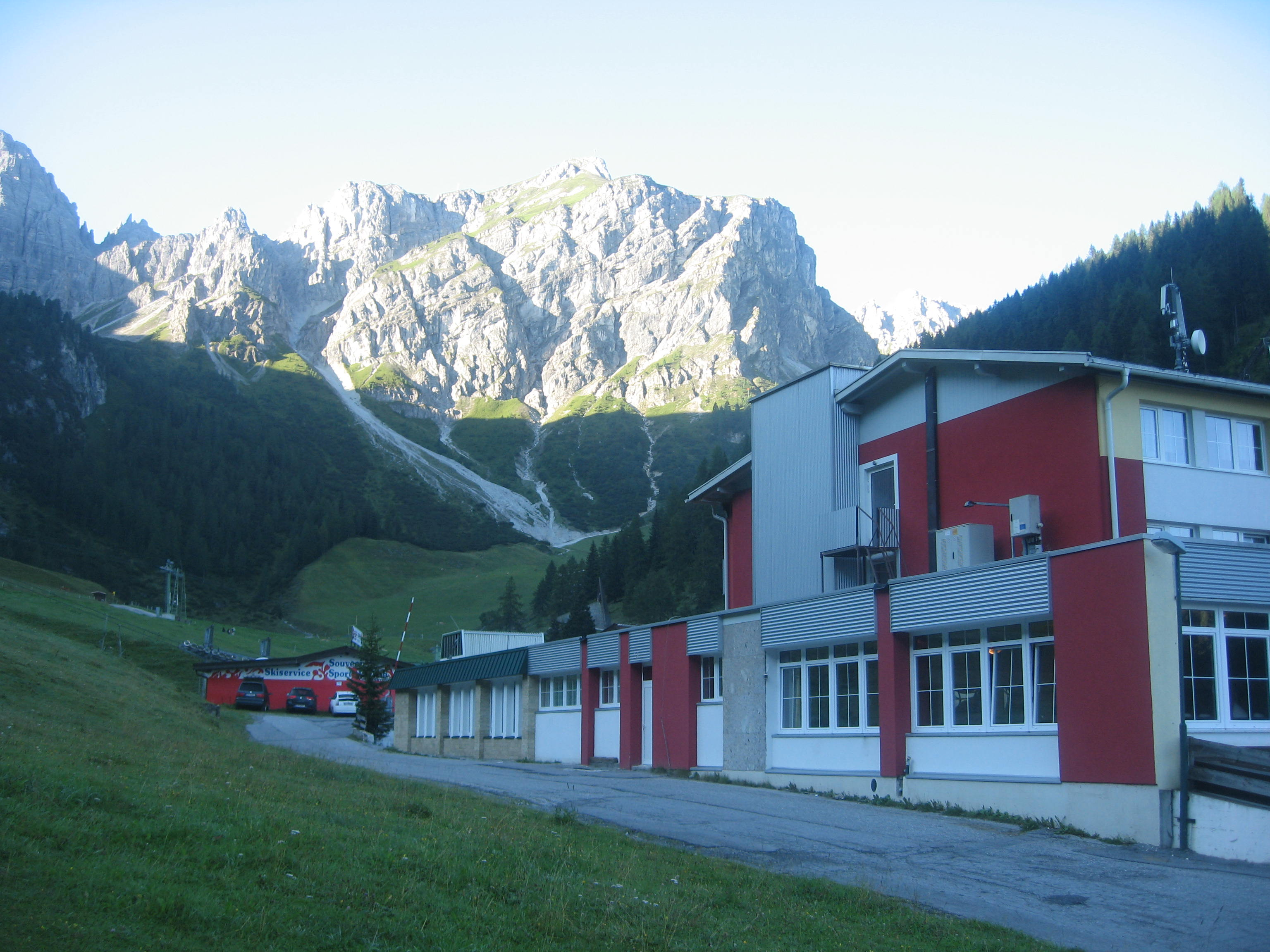
Munţii Kalkkögel din spatele hotelului
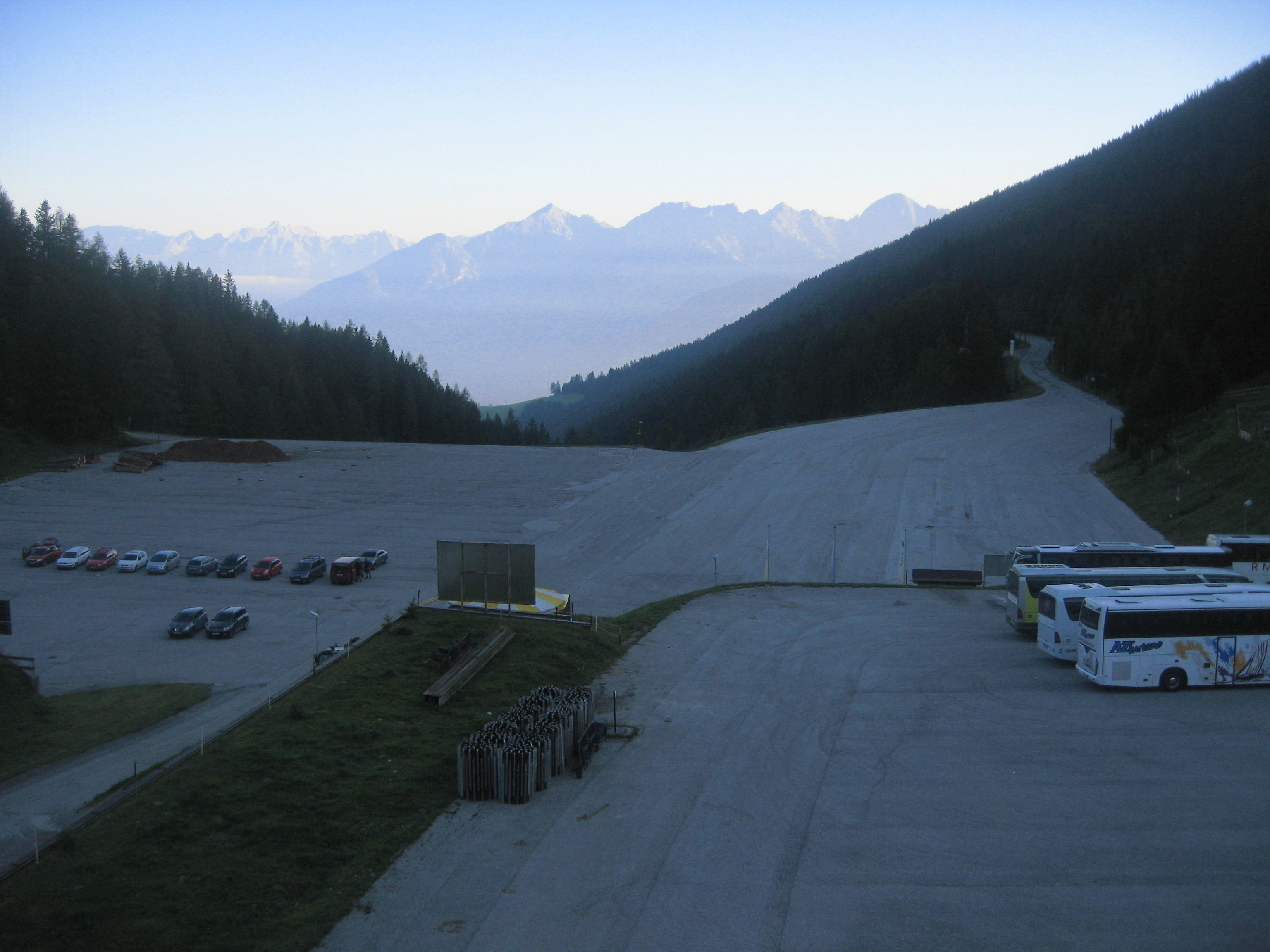
Vedere a văii Innului de la Hotelul Olympia din Axamer Lizum